# 1970年警察服务法令
《1970年警察服务法令》（英語：Police Service Act, 1970）是加纳的一部规范迦納警察的日常服务法律。《1970年警察服务法令》取代了五年前通过的《1965年警察服务法令》（Police Service Act, 1965）。该法对警察服务的职能作出了具体规定，涵盖了公共治安维护、国家安全贡献等内容，是加纳警察服务的法制系统的重要组成部分。

## 歷史背景
迦納警察制度的歷史可追溯至殖民時期，當時英國設立一支軍事化的警察部隊以維護殖民政權與貿易利益。雖然1957年加納獨立後，進行了若干本土化改革，包括任命首位加納籍警察總監，但殖民遺留下的制度與文化仍深深影響着今日警政運作。1970年12月31日，该法由加纳议会通過施行。1971年1月19日，该法正式獲得批准。该法是加纳议会通过的第350部法律。
1981年12月31日，《1982年临时国防委员会（成立）公告（补充和相应规定）法令》（Provisional National Defence Council (Establishment) Proclamation (Supplementary and Consequential Provisions) Law, 1982）通过，使该法得到了修订。1985年1月22日，《1985年警察服务（养老金）法令》（Police Service (Pensions) Law, 1985）通过，使该法得到了第二次修订。1988年3月18日，《1988年警察服务（修正）法》（Police Service (Amendment) Law, 1988）通过，使该法得到了第三次、也是最近一次的修订。這次加入《第20A條》，賦予臨時國防委員會有權直接解雇警員，並禁止法院審理相關案件。

## 内容

### 章节
该法有以下7个章节，分别是：
- 警察服务的作用
- 警察服务的结构与条件
- 警察委员会
- 不当行为与不满意的服务
- 投诉与违法行为
- 志愿警察预备役
- 其他与增补条款

| 主題               | 條文依據     | 說明 |
| ------------------ | ------------ | --- |
| 警察服務的職能     | 第1條        | - 預防與偵查罪案； - 拘捕犯罪嫌疑人； - 維持公共秩序與人身財產安全。 所有警員需服從上級合法指示與命令。                                                                                    |
| 組織架構與晉升制度 | 第3至第9條   | - 警察總監為最高主管，負責日常監督與管理； - 可授權下級執行職務； - 退休年齡：男性55歲、女性50歲； - 提早退休：男性45歲、女性40歲； - 設有志願警察預備役制度（Volunteer Police Reserve）。 |
| 紀律與內部問責     | 第17至第22條 | - 不當行為包括：拒絕執勤、酗酒、睡崗、濫用職權、收賄、施暴、泄密等； - 處分方式包括：革職、降級、扣薪、停薪、譴責等； - 重大違紀需正式聽證，輕微違紀可簡易處理。                           |

## 附属法律
该法有5个附属法律，分别是：
- 《1971年警察服务（财产处置）条例》（Police Service (Disposal of Property) Regulations, 1971）
- 《1972年警察服务（私人安保组织）条例》（Police Service (Private Security Organisations) Regulations, 1972）
- 《1972年警察服务（管理）条例》（Police Service (Administration) Regulations, 1972，已废止）
- 《1974年警察服务（管理）条例》（Police Service (Administration) Regulations, 1974）
- 《2020年警察服务（修正）条例》（Police Service (Amendment) Regulations, 2020）

## 弊陋與改革
根據英聯邦人權倡議（CHRI）的報告，內部紀律處分雖具備法律框架，但在實務中常因資源不足與政治干預而無法有效執行。

### 公眾投訴與外部問責
服務法《第23條》允許民眾對警員提出書面投訴，範圍包括貪污、恐嚇、怠職等。投訴應交予上級警官或警察總監處理，並需進行公正全面的調查。但根據研究指出，實際上許多投訴未被處理，或需賄賂才會被受理，導致民眾選擇以暴力或「私刑」方式自力救濟。

### 過度用武與「合理武力」
根據服務法中的《標準操作程序》（SOP GPS-SP004-15），警員僅可在以下情況下使用「合理武力」：
- 自我防衛或保護他人；
- 防止重大罪案；
- 拘捕過程中遭遇反抗或逃脫[10]。

但實務上亦存在「過度用武」個案，如2018年庫馬西地區7名青年被誤認為搶匪遭警察射殺，而事後證明屬誤殺。

### 警民關係與改革呼聲
近年來，加納警察服務被視為國內最不受信任的機構之一。據世界銀行與當地政府的調查，多達九成受訪者曾向警察行賄。有學者建議從宏觀與微觀層面進行全面改革，包括修法與制度重組、建立獨立的投訴處理機制、改善警員福利與訓練，以及強化民間監督與公眾教育。